# Анод
Анодът – (от гръцки ἄνοδος (anodos) – път (движение) нагоре) е положителният полюс на източника на ток или електродът на прибор, присъединен към положителния полюс на източника на ток. Името му е дадено от Майкъл Фарадей. Потенциалът на анода при работа на източника винаги е по-висок от потенциала на другия електрод с името катод.
От създателите на теорията в електротехниката за движение на електрическия ток е приета посоката на движение на положителните заряди. На тази база са създадени и се използват основните закони в електротехниката. Исторически това се е наложило поради факта, че електроните, като основни носители с отрицателна полярност, са открити значително по-късно. На това се дължи „конфликтът“ – приетата теоретична посока на тока в една електрическа верига е обратна на посоката на движение на електроните като физически носители и създатели на този поток от наелектризирани частици.

## Анод в електрохимията
Конструираният електрохимичен елемент мед-цинк от англичанина Джон Фредерик Даниел (1790 – 1845) включва двата елемента, потопени съответно в меден сулфат и сярна киселина. При разглеждане на електрохимичните процеси, протичащи в галваничните елементи, се ползва химическа терминология, която внася различия с приетите понятия за положителен и отрицателен полюс на галванични източници на електрически ток:
- Електродът, на който протича окисление, се нарича анод. На анода йони на цинка преминават в електролита, а освободените им електрони остават на повърхността на цинковия електрод, като създават отрицателен потенциал. По тази причина поставеният в електролита цинков електрод се разрушава. Потокът от неговите освободени електрони по проводника и консуматора създават електрическия ток в електрическата верига. Анодът е отрицателният извод на този галваничен елемент.
- Електродът, на който протича редукция, се нарича катод. На катода от мед медните йони получават чрез електрическата верига по два електрона и медта от медения сулфат (син камък) се редуцира в медни атоми, които се натрупват върху катода. Катодът е положителният извод на галваничния елемент.[3]

## Анодът при електронните прибори

### Анод във вакуумните електронни прибори
Във електронните прибори работещи във вакуумна среда, анодът е електрод включен към най-високия (положителен) потенциал за дадената електронна схема. Високото му положително напрежение привлича емитираните електрони от загретия катод. Конструкцията се определя от предназначението на електронния прибор. В електронните лампи и рентгеновите тръби конструкцията на анода обхваща всички електроди – елементи на приборите, и изцяло поглъща емитираните електрони. В електронно-лъчевите прибори анодът е част от т. нар. електронна пушка. Предназначението му е да ускори електронния поток в електронен лъч за атакуване на повърхността на екрана, и практически само малка част от електроните се поглъщат от анода.

### Анод на полупроводниковите прибори
Анодът на полупроводниковите прибори е електродът на диодите и тиристорите, свързан с положителния полюс на източника на ток. На това се основава и основната функция на тези прибори – да имат малко съпротивление и да пропускат електрически ток само при такава полярност. Отрицателният полюс на източника на ток се свързва към катода на прибора.